# Завоевание Мальорки
Завоевание Мальорки Хайме I (1228—1231) — завоевание находившегося в руках мусульман острова Мальорка королём Арагона Хайме I. Захват привёл к созданию королевства Мальорка, впоследствии распространившего свою власть на все Балеарские острова.

## Предыстория
Географическое положение Мальорки было очень удобным с торговой точки зрения. Остров стал местом встреч торговцев из различных прибрежных регионов Средиземноморья, включая Перпиньян, Магриб, Геную, Гранаду, Валенсию и Каталонию. Сформировался конгломерат из христианских, мусульманских и иудейских торговцев, возивших и продававших товары.
В 707 году старший сын Мусы ибн Нусайра из Омейядского халифата высадился на острове и разграбил его. В 903 году остров был захвачен Иссамом аль-Хавлани из того же халифата, воспользовавшимся уроном, нанесённым острову несколькими рейдами норманнов. После этого город Пальма стал подчиняться Кордовскому эмирату и переименован в Мадина Маюрка. Балеарские острова стали прибежищем мусульманских пиратов, а местная экономика стала базироваться на налогах с местных фермеров, морской торговле и грабеже христианских земель.

### Захват острова Рамоном Беренгером III
В 1114 году граф Барселоны Рамон Беренгер III собрал группу дворян из Пизы и других итальянских и провансальских городов, в которой оказались и виконт Нарбонны с графом Монпелье. Эта группа решила атаковать Балеарские острова, чтобы прекратить пиратские рейды на христианские земли. Целью этой миссии было вырвать Мальорку из-под контроля мусульман, установив на ней христианское правление, и тем самым предотвратить любые дальнейшие нападения на принадлежавшие купцам корабли. Осада Пальмы продолжалась восемь месяцев, но не увенчалась успехом: Рамон Беренгер был вынужден вернуться, так как наступающие Альморавиды стали угрожать Барселоне, а оставленные во главе осады генуэзцы в итоге были вынуждены признать неудачу и снять осаду.

### Альморавиды и Альмохады
Осада Мальорки вынудила халифа Альморавидов в 1126 году отправить на острова своего родственника, Мухаммада ибн Али ибн Юсуфа, для восстановления провинции. Когда в 1140-х годах Альморавиды пали под ударами Альмохадов, он, став независимым эмиром, основал в 1146 году собственную династию Ганидов, и попытался отвоевать бывшие владения Альморавидов. В 1148 году он подписал договоры о ненападении с Генуей и Пизой. В 1203 году Альмохады разгромили мальоркский флот и захватили этот последний осколок государства Альморавидов.

## Арагонская подготовка к вторжению
В 1212 году Альмохады потерпели стратегическое поражение от объединённых христианских сил в битве при Лас-Навас-де-Толоса. Укрепившая свои позиции Арагонская корона начала проводить политику экспансии. Экспансию на север остановила битва при Мюре, и потому правители Арагона обратили свои взоры на юг.
В декабре 1228 года собрались состоящие из трёх сословий Каталонские Кортесы, чтобы обсудить вопрос об экспансии. Захват Балеарских островов не только устранял конкурентов для местных купцов, но и лишал берберских пиратов безопасной гавани, что в результате сделало бы более безопасными морские торговые пути между Арагоном и Италией, поэтому Кортесы высказались за завоевание Балеар. Сначала этот поход рассматривался как дело только Короны, но потом стал приобретать черты крестового похода, и к нему стали присоединяться частные лица, чьи интересы страдали от набегов пиратов с Балеар, и даже лица иудейского вероисповедания. Каталонская знать согласилась на участие в экспедиции ради добычи и получения владений на островах. Вождями похода были выбраны магистр ордена Тамплиеров, барселонский епископ Беренгер де Палу II, епископ Жироны, граф Нуньо Санчес дель Руссильон, граф Ампурьяса Уго IV, каталонские рыцари Рамон Аламан и Рамон Беренгер, а также богатые арагонцы Химено де Урреа и Педро Корнел. Король также потребовал от купечества 60 тысяч арагонских ливров.
Ещё в 1095 году папа Урбан II, провозгласивший крестовые походы, выдал буллу королю Арагона Педро I. 13 февраля 1229 года папа Григорий IX издал ещё два документа, подтверждающее прощение тем арагонцам, кто примет участие в походе против мусульман. Также он напомнил Генуе, Пизе и Марселю, что на поставку военных товаров на Мальорку наложен запрет.
К концу лета все приготовления были, наконец, закончены, и в августе 1500 рыцарей и 15 тысяч пехотинцев погрузились на суда и отправились к Балеарским островам.

## Завоевание

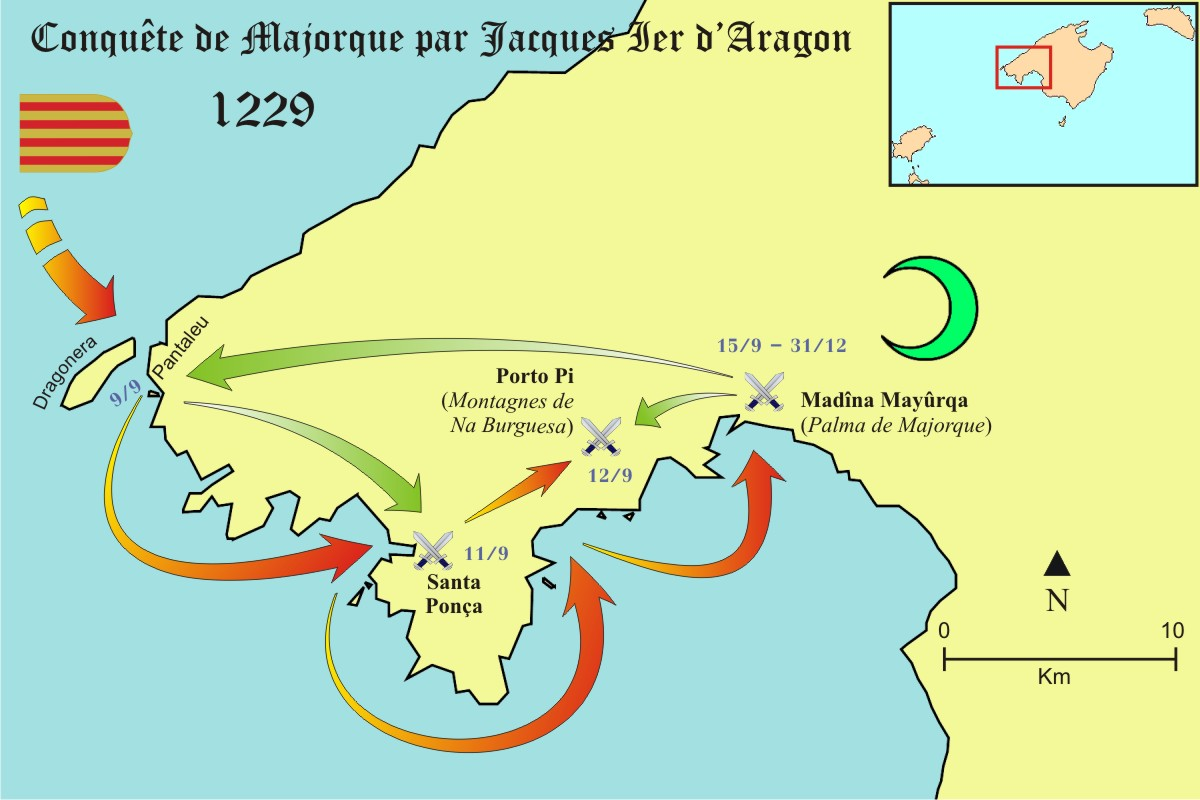
Завоевание Мальорки королём Арагона Хайме I Завоевателем (1229 год).

Христианские силы на 150 судах, большинство из которых были построены на частные средства, вышли из Салоу, Камбрилиса и Тарагоны 5 сентября 1229 года. По пути экспедиция попала в сильный шторм, который почти вынудил её повернуть обратно, однако в ночь с 7 на 8 сентября суда смогли бросить якорь возле небольшого островка Пантелеу.
Силы правившего островами мусульманского вали Абу Яхья насчитывали, по разным источникам, от 18 до 42 тысяч пехоты и от 2 до 5 тысяч кавалерии, но как раз в это время ему пришлось подавлять мятеж, поднятый его дядей Абу Хасом ибн Сайри. 50 схваченных мятежников должны были быть казнены, но Абу Яхья решил простить их, чтобы они могли помочь отразить вторжение христиан. Однако прощённые мятежники предпочли разойтись по домам, а некоторые из них даже оказали помощь христианам.
Зная, что для того, чтобы достичь Медина-Маюрка, христианам придётся пересечь горный хребет Сьерра-де-Трамонтана, мусульмане разместили свои войска в районе горы Серра-де-На-Бургеса, носившей в то время название Серра-де-Портопи. В результате битвы при Портопи мусульманская армия была разбита, и христиане осадили Медина-Маюрка. Пока шла осада, ряд местных мусульманских помещиков предпочли выразить покорность Хайме I и организовали снабжение его войск. Видя безнадёжность своего положения, Абу Яхья попытался вступить в переговоры, но епископ барселонский и родственники погибших при Портопи дяди и племянника Монкадов настояли на мести и уничтожении сарацин. Стремясь ускорить падение города, христиане применяли самые передовые осадные методы того времени, но мусульмане отчаянно сопротивлялись. Город пал лишь 31 декабря 1229 года. Город был разграблен и сожжён, а жители — вырезаны; в результате большого количества трупов разразилась эпидемия, сильно уменьшившая христианское войско.
Так как между победителями вспыхнули ссоры из-за дележа добычи, мусульмане, сумевшие покинуть город, смогли организоваться на севере острова для продолжения сопротивления. Хайме I, решивший основные проблемы, вернулся на материк, назначив губернатором острова Беренгера де Санта Эухения. Окончательно сопротивление мусульманской знати было подавлено лишь в мае 1232 года.

## Итоги и последствия
Завоевав Мальорку, Хайме I разделил её на восемь частей, половина которых была оставлена под королевским управлением (medietas regis), а другая половина разделена между основными союзниками по завоеванию острова (medietas magnatis): виконтом Беарна Гильермо Монкадо, графом Ампурии Уго IV, Нуньо Санчесом и епископом барселонским Беренгером де Палоу.
Из-за больших потерь, а также из-за того, что войска были нужны в Валенсии, после завоевания Мальорки Хайме I отменил планировавшееся ранее завоевание Менорки. Рамон де Серра, исполнявший обязанности командующего рыцарями-тамплиерами, посоветовал отправить вместо этого на остров делегацию, и предложить мусульманам сдаться без боя. Пока делегация вела переговоры, на Мальорке были разожжены большие костры так, чтобы мусульмане могли их видеть. Те решили, что там находится большая армия, готовая к завоеванию острова, и подписали 17 июня 1231 года Капдеперский договор, по которому Менорка осталась в руках мусульман, но они стали выплачивать дань королю Мальорки; окончательно остров перешёл в руки христиан лишь после его завоевания арагонским королём Альфонсо III в 1287 году.
Завоевание острова Ивиса было поручено Хайме I таррагонскому архиепископу Гильермо де Монтгри, его брату Бернардо де Санта Эухения, графу Руссильона Нуньо Санчесу и графу Урхеля Педру I. Остров был захвачен 8 августа 1235 года и включён в состав королевства Мальорка.